# LOVE OR NOTHING
『LOVE OR NOTHING』（ラヴ・オア・ナッシング）は、1994年10月21日にリリースされた中島みゆきの22作目のオリジナルアルバムである。

## 構成
日本テレビ系テレビドラマ『家なき子』（1994年）の主題歌として発売され、ミリオンセラーを記録した「空と君のあいだに」のアルバムヴァージョンや、映画『海ほおずき The Breath』（1995年）の主題歌である「眠らないで」が収録されている。

## リリース
1994年10月21日に、ポニーキャニオンからCD・APO・CTの3形態でリリースされた。
現行盤のCDは2001年にヤマハミュージックコミュニケーションズから発売された。

## チャート成績
CD盤は最高2位、登場回数は13回、売り上げ枚数は29.1万枚となり、オリジナルアルバムとしては『グッバイガール』（1988年）以来、約6年ぶりのアルバムチャート1位を記録した。また、APO盤は最高位8位の登場回数4回となり、売り上げ枚数は5.3万枚となった。

## 収録曲

### CD/APO
| 全作詞・作曲: 中島みゆき。 |                              |            |            |                                               |      |
| #                          | タイトル                     | 作詞       | 作曲・編曲 | 編曲                                          | 時間 |
| 1.                         | 「空と君のあいだに」         | 中島みゆき | 中島みゆき | 瀬尾一三 ストリングスアレンジ: David Campbell | 5:02 |
| 2.                         | 「もう桟橋に灯りは点らない」 | 中島みゆき | 中島みゆき | 瀬尾一三                                      | 5:43 |
| 3.                         | 「バラ色の未来」             | 中島みゆき | 中島みゆき | 瀬尾一三                                      | 5:23 |
| 4.                         | 「ひまわり“SUNWARD”」        | 中島みゆき | 中島みゆき | 瀬尾一三                                      | 5:27 |
| 5.                         | 「アンテナの街」             | 中島みゆき | 中島みゆき | 瀬尾一三                                      | 5:26 |
| 6.                         | 「てんびん秤」               | 中島みゆき | 中島みゆき | 瀬尾一三 ブラスアレンジ: David Campbell       | 4:53 |
| 7.                         | 「流星」                     | 中島みゆき | 中島みゆき | 瀬尾一三                                      | 6:11 |
| 8.                         | 「夢だったんだね」           | 中島みゆき | 中島みゆき | 瀬尾一三                                      | 5:44 |
| 9.                         | 「風にならないか」           | 中島みゆき | 中島みゆき | 瀬尾一三                                      | 4:55 |
| 10.                        | 「YOU NEVER NEED ME」        | 中島みゆき | 中島みゆき | 瀬尾一三 ストリングスアレンジ: David Campbell | 8:43 |
| 11.                        | 「眠らないで」               | 中島みゆき | 中島みゆき | 瀬尾一三 ストリングスアレンジ: David Campbell | 4:12 |
| 合計時間:                  | 合計時間:                    | 合計時間:  | 61:39      |                                               |      |

### カセットテープ
| 全作詞・作曲: 中島みゆき。 |                              |            |            |                                               |      |
| #                          | タイトル                     | 作詞       | 作曲・編曲 | 編曲                                          | 時間 |
| 1.                         | 「空と君のあいだに」         | 中島みゆき | 中島みゆき | 瀬尾一三 ストリングスアレンジ: David Campbell | 5:02 |
| 2.                         | 「もう桟橋に灯りは点らない」 | 中島みゆき | 中島みゆき | 瀬尾一三                                      | 5:43 |
| 3.                         | 「バラ色の未来」             | 中島みゆき | 中島みゆき | 瀬尾一三                                      | 5:23 |
| 4.                         | 「ひまわり“SUNWARD”」        | 中島みゆき | 中島みゆき | 瀬尾一三                                      | 5:27 |
| 5.                         | 「アンテナの街」             | 中島みゆき | 中島みゆき | 瀬尾一三                                      | 5:26 |
| 6.                         | 「てんびん秤」               | 中島みゆき | 中島みゆき | 瀬尾一三 ブラスアレンジ: David Campbell       | 4:53 |
| 合計時間:                  | 合計時間:                    | 合計時間:  | 31:54      |                                               |      |

| 全作詞・作曲: 中島みゆき。 |                       |            |            |                                               |      |
| #                          | タイトル              | 作詞       | 作曲・編曲 | 編曲                                          | 時間 |
| 1.                         | 「流星」              | 中島みゆき | 中島みゆき | 瀬尾一三                                      | 6:11 |
| 2.                         | 「夢だったんだね」    | 中島みゆき | 中島みゆき | 瀬尾一三                                      | 5:44 |
| 3.                         | 「風にならないか」    | 中島みゆき | 中島みゆき | 瀬尾一三                                      | 4:55 |
| 4.                         | 「YOU NEVER NEED ME」 | 中島みゆき | 中島みゆき | 瀬尾一三 ストリングスアレンジ: David Campbell | 8:43 |
| 5.                         | 「眠らないで」        | 中島みゆき | 中島みゆき | 瀬尾一三 ストリングスアレンジ: David Campbell | 4:12 |
| 合計時間:                  | 合計時間:             | 合計時間:  | 29:45      |                                               |      |

## 楽曲解説
1. 空と君のあいだに
  - 日本テレビ系のテレビドラマ『家なき子』（1994年）[3]の主題歌として発表された楽曲のアルバムヴァージョン。このヴァージョンは、劇場版『家なき子』（1994年）[10]の主題歌として使用された。
2. もう桟橋に灯りは点らない
3. バラ色の未来
4. ひまわり“SUNWARD”
  - 女優の新妻聖子が、アルバム『COLORS OF LIFE』（2019年）[11]にてカバーしている。
5. アンテナの街
  - バックコーラスには、中島のマネージャーなど大人数が参加している。
6. てんびん秤
7. 流星
  - トラック運転手をモチーフにした楽曲。歌詞に登場する地名（香川 新潟 大阪 宮城 姫路 山口 袖ヶ浦）は自動車のナンバープレートから。
8. 夢だったんだね
9. 風にならないか
10. YOU NEVER NEED ME
11. 眠らないで
  - 映画『海ほおずき』（1995年）[5]の主題歌として使用され、コンピレーション・アルバム『大銀幕』（1998年）[12]にも収録された。

## 演奏者
- Vocals：中島みゆき

| 空と君のあいだに - Nylon Guitar：吉川忠英 - Slide E.Guitar：今剛 - Keyboards：倉田信雄 - Programming：浦田恵司 - Strings Arranged & Conducted by David Campbell - Contractor：Suzie Katayama - Concertmaster：Bruce Dukov もう桟橋に灯りは点らない - Drums：青山純 - E.Bass：富倉安生 - E.Guitar：今剛・鈴木茂 - E.Guitar Solo：今剛 - A.Piano・Hammond Organ B-3 & Keyboards：倉田信雄 - Programming：浦田恵司 - T.Sax：古村敏比古 - Background Vocals：和田惠子・山根麻衣・山根暁 バラ色の未来 - Drums：青山純 - E.Bass：後藤次利 - E.Guitar&E.Guitar Solo：今剛 - A.Piano & Keyboards：倉田信雄 - Programming：浦田恵司 - Background Vocals：和田惠子・山根麻衣・山根暁 ひまわり“SUNWARD” - Drums & Marching Drums：青山純 - E.Bass：後藤次利 - E.Guitar & Pedal Steel Guitar：今剛 - A.Piano, Hammond Organ B-3 & Keyboards：倉田信雄 - Programming：浦田恵司 - Tin Whistle：Jon Clarke - T.Sax：古村敏比古 - Background Vocals：杉並児童合唱団, Julia Waters, MonaLisa Young, Oren Waters, Josef Powel アンテナの街 - Drums：青山純 - E.Bass：富倉安生 - E.Guitar：今剛 - E.Guitar Solo：今剛・古川望 - A.Piano & Keyboards：倉田信雄 - Programming：浦田恵司 - Background Vocals：和田惠子・山根麻衣・山根暁・倉田信雄・浦田恵司・鈴木康司・富永邦彦・佐藤明生・瀬尾一三 てんびん秤 - Drums：島村英二 - E.Bass：岡沢章 - E.Guitar：鈴木茂 - Dobro Guitar Solo：今剛 - A.Piano, Hammond Organ B-3 & Keyboards：倉田信雄 - Programming：浦田恵司 - Percussion：浜口茂外也 - Brass Arranged by David Campbell - Trumpet：Dennis Farias - Trombone：Andy Martin - T.Sax：Bill Bergman - B.Sax：Don Markese | 流星 - Drums：島村英二 - E.Bass：富倉安生 - E.Guitar：鈴木茂 - Pedal Steel Guitar：今剛 - A.Piano & Keyboards：倉田信雄 - Programming：浦田恵司 - Percussion：斉藤ノブ 夢だったんだね - Drums：青山純 - E.Bass：富倉安生 - A.Guitar：瀬尾一三 - E.Guitar：鈴木茂 - E.Guitar Solo：古川望 - A.Piano & Keyboards：倉田信雄 - Programming：浦田恵司 - Percussion：斉藤ノブ - Background Vocals：EVE 風にならないか - Drums：青山純 - E.Bass：富倉安生 - E.Guitar：今剛 - Hammond Organ B-3 & Keyboards：倉田信雄 - Programming：浦田恵司 - Background Vocals：和田惠子・山根麻衣・山根暁 YOU NEVER NEED ME - Drums：島村英二 - E.Bass：富倉安生 - E.Guitar & E.Guitar Solo：今剛 - A.Piano & Keyboards：倉田信雄 - Programming：浦田恵司 - Background Vocals：Julia Waters, Maxine Waters, Oren Waters - Strings Arranged & Conducted by David Campbell - Contractor：Suzie Katayama - Concertmaster：Bruce Duko 眠らないで - A.Piano & Keyboards：倉田信雄 - Programming：浦田恵司 - Obe：Jon Clarke - Strings Arranged & Conducted by David Campbell - Contractor：Suzie Katayama - Concertmaster：Bruce Dukov |